# Lớp (lập trình máy tính)
Trong lập trình hướng đối tượng, lớp (class) là một chương trình-mã-khuôn mẫu có thể mở rộng được để tạo các đối tượng, cung cấp giá trị khởi tạo cho trạng thái (biến thành viên) và hiện thực của hàn vi (hàm thành viên hay phương thức). Trong nhiều ngôn ngữ, tên lớp được dùng như là tên của lớp (chính bản thân khuôn mẫu), tên của hàm tạo mặc định của lớp (một chương trình con tạo ra các đối tượng), và như kiểu của đối tượng được sinh ra bằng cách khởi tạo lớp; những khái niệm riêng lẽ này dễ dàng được kết hợp với nhau.
Khi một đối tượng được tạo ra bởi hàm tạo của lớp, đối tượng kết quả được gọi là một thực thể của lớp, và biến thành viên cụ thể của đối tượng được gọi là biến thực thể (instance variable), để tương phản với biến lớp (class variable) vốn được chia sẻ giữa các lớp.
Trong một số ngôn ngữ, lớp chỉ là tính năng khi biên dịch (lớp mới không thể được khai báo trong thời gian chạy), trong khi ở các ngôn ngữ khác lớp là công dân hạng nhất, và nói chung là các đối tượng (điển hình là kiểu Class hay tương tự). Ở các ngôn ngữ đó, một lớp mà tạo ra các lớp được gọi là siêu lớp (metaclass).

## Lớp và kiểu
Trong trường hợp ngẫu nhiên, người ta thường tham khảo đến "lớp" của một đối tượng, nhưng trong nghĩa hẹp, đối tượng có kiểu: giao diện, kiểu của các biến thành viên, chữ kí của hàm thành viên (phương thức), và đặc tính. Đồng thời, một lớp các một hiện thực (cụ thể là hiện thực các phương thức), và có thể tạo ra đối tượng của một kiểu nhất định, với một hiện thực nhất định. Về mặt lý thuyết kiểu, lớp là một hiện thực—‌một cấu trúc dữ liệu cụ thể và tập hợp của các chương trình con—‌ trong khi kiểu là một giao diện. Các lớp khác nhau (cụ thể) có thể sinh ra các đối tượng có cùng kiểu (trừu tượng) (tùy thuộc vào hệ thống loại); ví dụ như, kiểu Stack có thể được hiện thực bởi hai lớp –  SmallStack (nhanh cho ngăn xếp nhỏ, nhưng khả năng mở rộng kém) và ScalableStack (khả năng mở rộng tốt nhưng phí tổn cao cho ngăn xếp nhỏ). Tương tự, một lớp nhất định có thể có nhiều hàm tạo khác nhau.
Kiểu thường được thể hiện bằng danh từ, ví dụ như người, địa điểm hay vật, hoặc cái gì được chỉ định, và một lớp thể hiện một hiện thực của những thứ đó. Ví dụ, một kiểu Chuối thể hiện đặc tính và tính năng của chuối nói chung, trong khi lớp Chuối ACB và Chuối XYZ thể hiện cách sản xuất chuối (như, nhà cung cấp chuối hay cấu trúc dữ liệu và hàm để thể hiện và vẽ trái chuối trong video game). Lớp Chuối ACB có thể sản xuất chuối đặc biệt: thực thể của lớp Chuối ACB sẽ là đối tượng có kiểu Chuối. Thông thường chỉ duy nhất một hiện thực của kiểu, trong trường hợp này tên lớp thường được đồng nhất với tên kiểu.

## Thiết kế và hiện thực
Lớp được tạo thành từ các phần tử cấu trúc và hành vi.  Ngôn ngữ lập trình mà bao gồm lớp như hàm tạo lập trình thường cung cấp hỗ trợ cho nhiều tính năng liên quan đến lớp, và cú pháp cần thiết.

### Cấu trúc

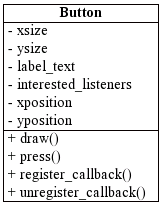
Kí hiệu UML cho lớp

Một lớp chứa các mô tả trường dữ liệu (data), hay đặc tính (property), trường (field), thành viên dữ liệu (member variable), hay thuộc tính (attribute). Thường thì các trường kiểu và tên sẽ được gắn với trạng thái biến trong thời gian chạy chương trình; các biến trạng thái này thuộc về lớp hay thực thể của lớp.

### Hành vi
Hành vi của lớp hay thực thể của nó được định nghĩa bằng cách sử dụng phương thức. Phương thức là chương trình con với khả năng hoạt động trên đối tượng hoặc lớp.

### Khái niệm giao diện lớp
Mỗi lớp hiện thực (implement, hay nhận ra) một giao diện bằng cách cung cấp cấu trúc và hành vi. Cấu trúc bao gồm dữ liệu và trạng thái, và hành vi gồm đoạn mã để diễn tả cách phương thức được hiện thực.

### Khả năng truy cập thành viên
Đây là một số tập chỉ định truy cập thông dụng:
- Riêng tư (private, hay class-private) hạn chế quyền truy cập cho chỉ trong nội bộ lớp. Chỉ có phương thức là thành phần của cùng lớp mới có thể truy cập thanh viên private.
- Được bảo vệ (protected, hay class-protected) cho phép chính lớp đó và các lớp con của nó truy cập tới thành viên.
- Công cộng (public) có nghĩa bất cứ đoạn mã nào cũng có thể truy cập thành viên đó thông qua tên của nó.

## Các mối quan hệ giữa các lớp
Ngoài thiết kế các lớp độc lập, ngôn ngữ lập trình còn hỗ trợ nhiều thiết kế lớp nâng cao dựa trên quan hệ giữa các lớp. Khả năng thiết kế mối quan hệ giữa các lớp thường được cung cấp là sự hợp thành and sự phân cấp.

## Phân loại lớp
Có nhiều phân loại lớp, một số có thể trùng lắp nhau.

### Cục bộ và nội bộ
Trong một số ngôn ngữ, lớp có thể được định nghĩa theo tầm vực thay vì tầm vực toàn cục. Có nhiều loại lớp như vậy: lớp nội bộ (inner class) và lớp cục bộ (local class)

### Siêu lớp
Siêu lớp (metaclass) là lớp mà thực thể của nó là lớp.

### Không khởi tạo
Lớp không khởi tạo (uninstantiable class) cho phép lập trình viên nhóm các trường và phương thức vào cùng một lớp để có thể truy xuất trong thời gian chạy mà không phải khởi tạo thực thể cho lớp đó. Thật vậy, tính năng khởi bị bị cấm đối với loại lớp này.
Ví dụ, trong C#, một lớp được đánh dấu là "tĩnh" (static) không thể được khởi tạo, chỉ có các thành viên tĩnh (trường, phương thức...), không có hàm tạo thực thể, và bị niêm phong (seal).

### Không tên
Lớp không tên (unnamed class) hay lớp vô danh (anonymous class) là lớp mà không có ràng buộc với tên hay định danh nào. Điều này tương tự như hàm có tên với hàm vô danh (anonymous function).

## Lợi ích
Lợi ích của việc tổ chức phần mềm vào các lớp đối tượng được chia thành ba loại:
- Phát triển nhanh
- Dễ bảo trì
- Sử dụng lại mã và thiết kế